# قشلاق ذاخر
قشلاق ذاخر یکی از روستاهای استان آذربایجان شرقی است که در دهستان ورگهان بخش مرکزی شهرستان اهر واقع شده‌است.این روستا ۳۲۸ نفر جمعیت دارد.